# برونو رتایو
برونو رُتایو (به فرانسوی: Bruno Retailleau) زادهٔ ۲۰ نوامبر ۱۹۶۰ در شوله، فرانسه، سیاستمدار و سناتور فرانسوی است.
برونو رتایو از اول اکتبر ۲۰۰۴ رئیس شورای محلی استان پی دو لا لوآر (Conseil régional des Pays de la Loire) و نیز از ۷ اکتبر ۲۰۱۴ رئیس گروه اتحاد برای جنبش مردمی در مجلس سنا (فرانسه) است.

## آثار مهم
- Les entreprises de taille intermédiaire au cœur d'une nouvelle dynamique de croissance, 2010.
- Refondation, 2019.
- Aurons-nous encore de la lumière en hiver ? - Pour une écologie du réel, 2021.